# Ingvaeones

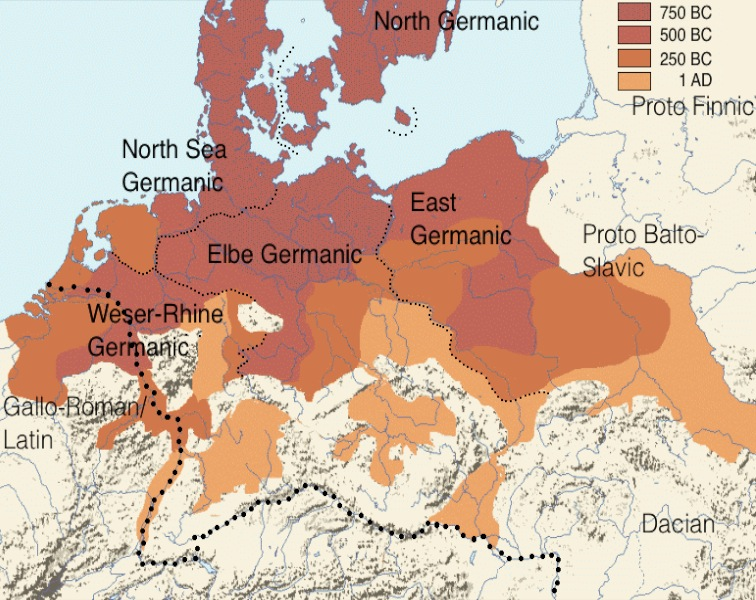
Verspreiding van de vijf Germaanse hoofdgroepen in de 1e eeuw na Chr.

De Ingvaeones (Ingweonen), ook Ingaevones en Noordzeegermanen, is een verzamelnaam voor de Germaanse stammen die met name langs de Noordzeekust leefden.
De indeling komt uit het boek Germania van Tacitus, die naast de Ingvaeones de Irminones en de Istvaeones als groeperingen binnen de West-Germanen noemde. De drie groepen zijn vernoemd naar de drie zonen van Mannus, 'de stichter en grondvester van hun volk' (de Germanen). Mannus is op zijn beurt de zoon van de god Tuïsto, die 'uit de aarde is ontsproten'.
Tot de Ingvaeones behoorden de Angelen, Juten, Chauken en de Saksen. De Frisii hoorden hier niet bij, hoewel ze vanwege hun latere taal ten onrechte vaak wel hiertoe worden gerekend. De middeleeuwse Friezen stammen echter af van zowel achtergebleven Frisii als ook van Angelsaksen waardoor wordt aangenomen dat de huidige Friese taal zijn oorsprong heeft in het zogeheten Anglo-Fries.
Het contact tussen al deze stammen was dusdanig dat ontwikkelingen gedeeld werden; er was sprake van een gezamenlijke culturele identiteit die pas na de volksverhuizingen uit elkaar zou lopen.
De zogenaamde Ingveoonse of Noordzeegermaanse talen zijn een familie van talen die enkele gemeenschappelijke kenmerken hebben. De term dateert uit de 19e eeuw en geldt als verouderd, omdat hij ten onrechte de suggestie wekt dat er een direct verband bestaat met de Ingveonen.